# Jules Cardot
Jules Cardot, född 18 augusti 1860, död 22 november 1934, var en fransk botanist.
Cardot var tjänsteman i styrelsen för Indokina. I sina botaniska arbeten har Cardot behandlat vissa kryptogamers, särskilt mossornas systematik och räknades under sin tid som den förnämsta kännaren av dessas utomeuropeiska former.